# George Lilanga
George Lilanga est un peintre et sculpteur tanzanien makondé de réputation internationale, né à Kikwetu dans le district de Masasi en 1934 et mort à Dar es Salam le 27 juin 2005, où il vivait et travaillait.

## Biographie
George Lilanga commence à sculpter en 1961, dans la région de Lindi City, en compagnie d'autres sculpteurs makondés. Ensemble, ils migrent à Dar es Salam. Il y fonde avec d'autres artistes une maison des arts (Nyumba ya Sanaa) en 1973.

## Œuvre
George Lilanga accorde autant d'importance à la sculpture qu'à la peinture et déploie un univers artistique très homogène. Il s'agit toujours de petites figurines bariolées de couleurs vives évoquant les personnages et les légendes de la mythologie Makondé. Il y déploie une inventivité et une fantaisie inépuisables. Il était surnommé « le Picasso d'Afrique ».

## Expositions principales
- 2010 - African Stories, Marrakech Art Fair, Marrakech
- 2007 - Why Africa?, Pinacoteca Giovanni e Marella Agnelli, Turin, Italie
- 2007 - 1re triennale de Luanda, Luanda, Angola
- 2006 - 100% Africa, Musée Guggenheim (Bilbao), Espagne
- 2005 - Arts of Africa, Grimaldi Forum, Monaco, France
- 2005 - African Art Now : Masterpieces from the Jean Pigozzi Collection, Musée des Beaux-Arts de Houston, Houston, États-Unis
- 2004/2006- Africa Remix, l'art contemporain d’un continent, exposition itinérante (Düsseldorf, Londres, Paris, Tokyo, Johannesburg)
- 2004 - Tingatinga and Lilanga, Kouchi Prefecture Art Museum, Kouchi, Japon (solo)
- 2003/2004 - Latitudes, Hôtel de ville de Paris, Paris, France
- 2003 - Lilanga d’ici et d’ailleurs, Centre Culturel François Mitterrand, Périgueux, France (solo)
- 2000/2001 - Biennale de Shanghai 2000, Shanghai, China
- 2000 - Il ritorno dei Maghi, Palazzo dei Sette, Orvieto, Italie.
- 1999 - Georges Lilanga "Storie Africane", Franco Cancelliere Arte Contemporanea, Messina, Italie; Fabbrica Eos, Milan, Italie (solo)
- 1996 - 2e Biennale de Dakar, Dakar, Sénégal
- 1995 - 1re Biennale de Johannesbourg, Afrique du Sud
- 1995 - Lilanga's Artist in Residence and Workshop, Hiroshima City Modern Art Museum, Hiroshima, Japon (solo)
- 1993 - La Grande Vérité, Les Astres Africains, Musée d'Arts de Nantes, Nantes, France.
- 1992 - Out of Africa, Galerie Saatchi, Londres, G-B
- 1983 - National Gallery, Harare, Zimbabwe.
- 1981-1979 - International Summer Academy, Salzbourg, Autriche.
- 1977-1976 - Institut Goethe, Dar Es Salaam, Tanzanie.
- 1976 - Musée national du Botswana, Gaborone, Botswana
- 1974 - National Museum, Dar Es Salaam, Tanzanie.